# Theodor Hildebrandt
Theodor Hildebrandt  ˙(Stettin (ma: Szczecin), 1804. július 2. – Düsseldorf, 1874. szeptember 29.) német festő.

## Életpályája
1823-ban Friedrich Wilhelm von Schadow iskolájába iratkozott be és mesterével együtt 1826-ban Düsseldorfba költözött, 1829-ben pedig Németalföldre utazott. 1836-ban a düsseldorfi akadémia tanára lett. Első művei színpadias, romantikus alkotások voltak, ám  csakhamar szakított addigi irányával és a németalföldi mesterek befolyása alatt a realizmushoz közeledett, de a düsseldorfi iskola hagyományaival nem szakított. Későbbi művei kevésbé jelentősek.

## Művei

### Első művei
- Faust és Mefistofeles (1824),
- Faust és Margit a börtönben,
- Lear király Cordelia holtteteménél,
- Romeo és Julia;
- Tankred és Klorinda;
- Judit és Holofernes,

### Új irányának legkitűnőbb képviselői
- A rablók (1829),
- a Harcos és gyermeke (1832);
- A beteg tanácsos és leánya;
- A mesemondó nő;
- A négy éneklő fiu a templomban;

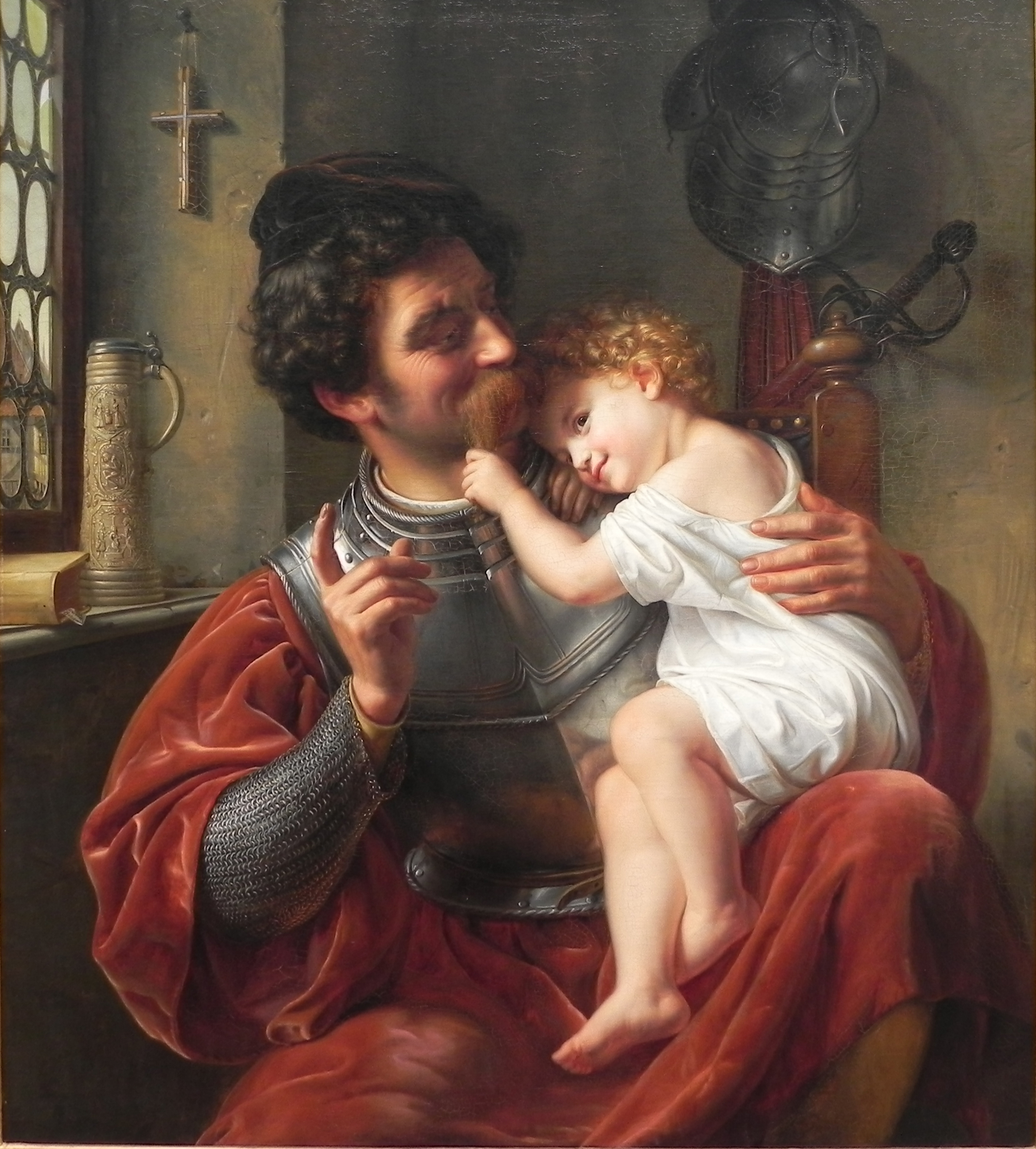
Harcos és gyermeke

- IV. Eduárd angol király fiainak meggyilkolása (Berlin, nemzeti képtár).

### Későbbi művei
- Wolsey bibornok fogadtatása a kolostorban;
- VIII. Henrik;
- Othello Brabantionak és Desdemonának elbeszéli tetteit;
- Lear király Cordelia megpillantásakor föleszmél őrültségéből;
- Julia kiissza az altatószert;
- Arthur és de Burgh;
- Cordelia a Kenthez irt levelet olvassa;
- Doge és leánya;
- Levelet olvasó olasz nő;
- Karácsonyest.